# Rzeczniów
Rzeczniów is een dorp in het Poolse woiwodschap Mazovië, in het district Lipski. De plaats maakt deel uit van de gemeente Rzeczniów.